# بضع المصرة الصفراوية التنظيري
بضع المَصَرّة الصفراوية التنظيري إجراء ينطوي على إدخال قناة في عاصرة أودي وجزء القناة الصفراوية المشتركة الذي يدخل الاثني عشر ثم تُقطع بمبضع المصرة، وهو جهاز فيه سلك يقطع باستخدام تيار كهربائي (الكي الكهربائي).
طُور هذا الإجراء في ألمانيا واليابان ونُشر أول مرة في كلا الدولتين في 1974. أصبح تقنية شائعة جدًا، تُستخدم في علاج مجموعة واسعة من مشكلات الجهاز الصفراوي مثل تفريغ القناة الصفراوية من الحصيات المرارية (حصيات القناة الصفراوية المشتركة) والتضيقات الصفراوية أو الحليمية واضطراب عاصرة أودي وتسرب الصفراء وغيرها. من الشائع إجراؤه في أثناء تصوير البنكرياس والأقنية الصفراوية بالتنظير الراجع (إي آر سي بّي)، ويمكن استخدامه لتسهيل الإجراءات التشخيصية مثل خزعة القناة الصفراوية عبر الحليمة وخزعة الورم الحليمي وإدخال منظار الأقنية الصفراوية.

## الاستخدامات الطبية

### الاستخدامات العلاجية
استخراج حصيات القناة الصفراوية المشتركة و/أو الحصيات داخل الكبد: يعني تحصي القناة الصفراوية المشتركة وجود حصيات مرارية داخل القناة الصفراوية المشتركة. يمكن أن تكون هذه الحصيات أولية (تتشكل داخل القناة) أو ثانوية (تدخل القناة من المرارة). يسمح بضع المصرة التنظيري الصفراوي بفتح عاصرة أودي، فتصبح إزالة الحصيات ممكنة.
علاج التضيقات الصفراوية/الحليمية الحميدة: يمكن أن تؤدي بعض الأمراض مثل التهاب الأقنية الصفراوية المصلب البدئي إلى تليف قنوات الشجرة الصفراوية وتضيقها. يمكن أن تسبب هذه التضيقات ركودة صفراوية تؤدي إلى ظهور اليرقان والحكة والتهاب الأقنية الصفراوية وتشكل الحصيات. يُستخدم بضع المصرة التنظيري الصفراوي في بعض الأحيان، مع وضع دعامات أو دونه، لتخفيف الانسداد، لكن المراجعات المنهجية لم تُظهر فوائد ثابتة لهذا الإجراء.
علاج اضطراب عاصرة أودي: تُشخص هذه الحالة من خلال الاستبعاد وتشمل طيفًا واسعًا من اضطرابات الكبد والقنوات الصفراوية بما في ذلك التشنجات والتضيقات والارتخاء غير المناسب. يبدو أن بضع المصرة آمن وفعال لعلاج اضطراب عاصرة أودي.
علاج تسرب الصفراء: يُعتبر تسرب الصفراء إلى تجويف البطن أحد مضاعفات استئصال المرارة بالتنظير. الغرض من بضع المصرة الصفراوية التنظيري علاج تسرب الصفراء بتقليل تدرج الضغط بين القناة الصفراوية والاثني عشر أو جعله معدومًا، لدعم تدفق الصفراء عبر الحليمة والسماح لموقع التسرب بالشفاء.
استخدامات أخرى:
- تخفيف التضيقات الصفراوية الخبيثة
- تصريف المرارة
- إزالة الطفيليات الصفراوية
- متلازمة الحوض المجمع
- كيسة قناة الصفراء

الاستخدامات التشخيصية
- أخذ خزعة
- تنظير الأقنية الصفراوية

## مضادات الاستطباب
النزف/ الاعتلال الخثري: يجب فحص تعداد الصفيحات الدموية والنسبة المعيارية الدولية قبل بالإجراء. عند إيقاف العلاج المضاد للصفيحات أو مضاد التخثر، تلزم الموازنة بين خطر النزف وخطر التخثر ويجب أن يستند التدبير إلى الإرشادات الحالية.

## الإجراء

### المعدات
مباضع المصرة: مبضع المصرة (يُسمى أيضًا مبضع الحليمة) وهو قسطرة ذات سلك قطع في نهايتها البعيدة. لها أشكال مختلفة تبعًا لطول سلك القطع والقطر الخارجي وعدد اللُمعات ووجود ميزات أخرى مثل القدرة على الدوران. يُوصل مبضع المصرة بمولد الجراحة الكهربائية، ما يسمح لسلك القطع بالعمل مثل سكين عند تطبيق تيار كهربائي. تسمح اللُمعات الإضافية بإضافة سلك توجيهي وبحقن مادة ظليلة. يمكن تصنيف مباضع المصرة في ثلاثة أنواع: مبضع السحب ومبضع الدفع والإبرة السكين.
مبضع السحب: تتكون مباضع المصرة في هذا النوع من سلك قطع فولاذي داخل قسطرة تفلون. يخرج السلك من القسطرة قبل نحو 3 سم من نهايتها البعيدة ويدخل مرة أخرى إلى القسطرة على بعد نحو 3 مم من طرفها. عند تطبيق الشد على السلك، يصبح الجزء البعيد من القسطرة منحنيًا إذ يُسحب السلك المكشوف للأعلى حتى يُلامس العاصرة الصفراوية والحليمة، بعيدًا عن القسطرة.
مبضع الدفع: لهذا النوع تصميم مشابه للنوع السابق لكن شد السلك يؤدي إلى دفعه خارجًا ليشكل قوسًا يتجه للأسفل. وهو مناسب للأشخاص الذين خضعوا سابقًا لجراحة بيلروث الثانية.
الإبرة السكين: لهذا النوع من المباضع سلك قطع قابل للسحب بطول 3-5 ملم مع غطاء من التفلون. تستخدم غالبًا في القطع الأولي للعاصرة عندما تفشل الطرق المعيارية للإقناء.